# Alfragide
Alfragide ist eine Freguesia (Gemeinde) im Concelho (Kreis) von Amadora. Auf einer Fläche von 1,3 km² wohnen 9835 Einwohner (Stand 30. Juni 2011). Die Bevölkerungsdichte beträgt somit 7353 Einwohner je km².
Schutzpatron der Gemeinde ist Nossa Senhora de Fátima (Maria - Mutter Jesu)
Im äußersten Süden der Gemeinde eröffnete der erste IKEA-Markt in Portugal innerhalb eines der größten Einkaufszentren im Großraum Lissabon. Dies erstreckt sich auch auf die Gemeinden Buraca und vor allem auf Carnaxide (im Kreis Oeiras).

## Bauwerke
- Moinho da Quinta Grande